# Carlyle

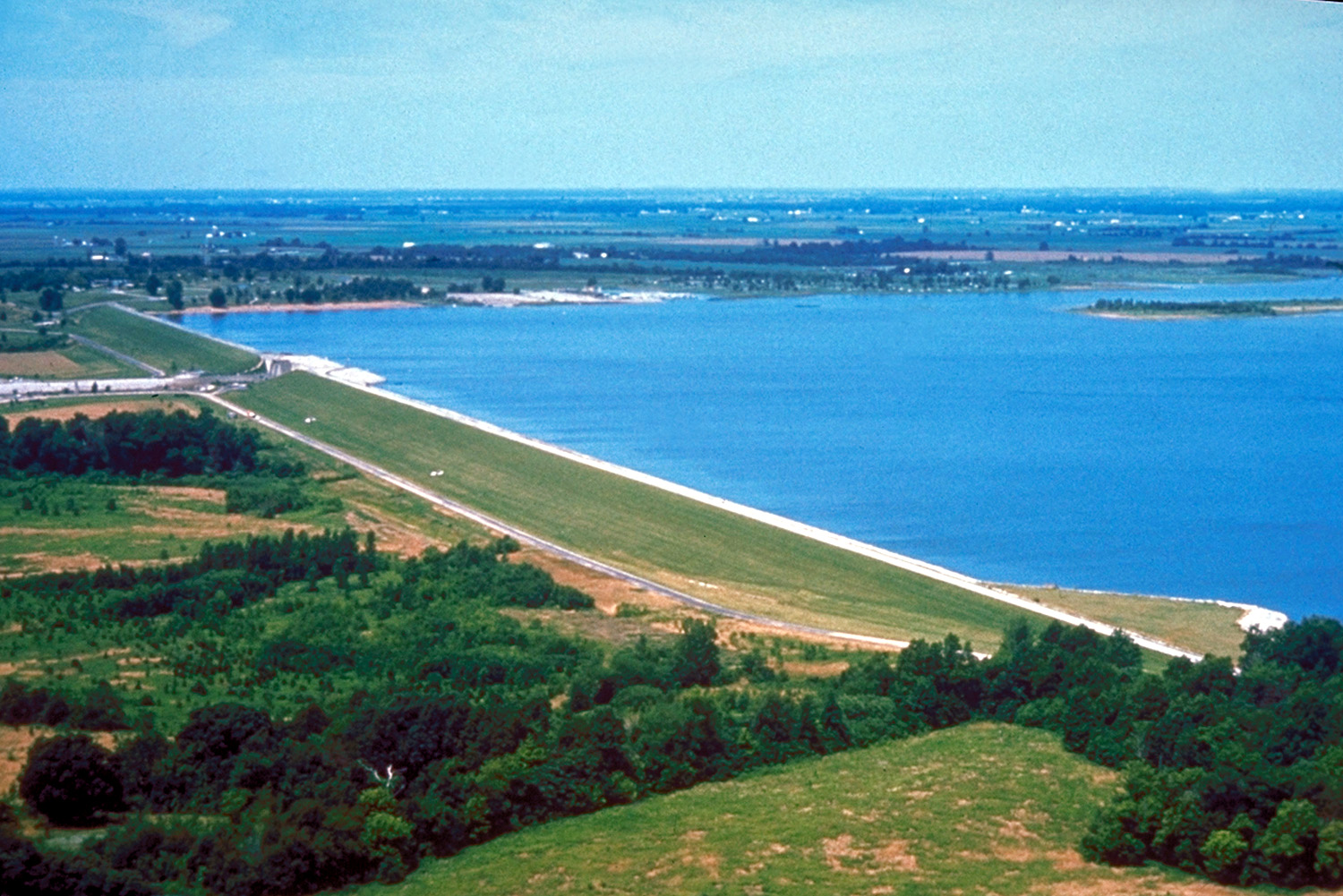
Zapora i fragment jeziora

Carlyle – sztuczny zbiornik wodny w większości położony w hrabstwie Clinton, a częściowo w hrabstwie Bond i hrabstwie Fayette. Jest to największy (105,2 km²) sztuczny zbiornik w stanie Illinois i największe jezioro całkowicie położone w tym stanie.
Jezioro zostało stworzone przez Korpus Inżynierów Armii Stanów Zjednoczonych, którzy wybudowali zaporę Carlyle w poprzek rzeki Kaskaskia na wysokości 136 metrów powyżej poziomu morza. Region na tym obszarze stanu Illinois, gdzie utworzono jezioro jest stosunkowo płaski, jezioro jest stosunkowo płytkie, maksymalna głębokość to 10,7 m, a średnia 3,4 m.
Wokół jeziora znajdują się parki stanowe: Eldon Hazlet State Park, South Shore State Park i Carlyle Lake Wildlife Management Area.
W rzece poniżej jeziora jest kontrolowany poziom wody, poziom wody w jeziorze waha się ostro w sezonach. Rzeczki wpływające do jeziora tworzą estuaria i błotniste obszary.
Carlyle jest używane do pływania łodziami i wędkowania. Wiele osób wykorzystuje jezioro do prób złapania sumika kanałowego, bassa wielkogębowego, bassa białego i pomoxisa.
Jezioro jest podzielone na dwie nierówne części wałem kolejowym o długości 6 kilometrów obsługiwanym przez BNSF Railway.
Jezioro zarządzane jest nadal przez Korpus Inżynierów Armii Stanów Zjednoczonych.
Istnieje piosenka zatytułowana "Carlyle Lake" wykonywana przez Sufjana Stevensa w albumie The Avalanche.